# Shanghai Nanzhan
Shanghai Nanzhan (chiń. 上海南站站) – stacja metra w Szanghaju, na linii 1 i 3. Zlokalizowana jest pomiędzy stacjami Caobao Lu, Shilong Lu i Jinjiang Leyuan. Została otwarta 10 kwietnia 1995.